# اسپنسر برسلین
اسپنسر برسلین (انگلیسی: Spencer Breslin؛ زادهٔ ۱۸ مهٔ ۱۹۹۲) یک هنرپیشه، و بازیگر سینما اهل ایالات متحده آمریکا است. وی از سال ۱۹۹۶ میلادی تاکنون مشغول فعالیت بوده‌است.

## بخشی از فیلم‌شناسی
از فیلم‌ها یا برنامه‌های تلویزیونی که وی در آن نقش داشته است می‌توان به آثار زیر اشاره کرد.
- ملاقات با والدین (۲۰۰۰)
- بچه (فیلم ۲۰۰۰) (۲۰۰۰)
- کنی کوسه شبکه دیزنی (۲۰۰۰)
- بابا نوئل ۲ (۲۰۰۲)
- به همین خیال باش! (۲۰۰۳)
- گربه کلاه‌به‌سر (فیلم) (۲۰۰۳)
- دفتر خاطرات شاهدخت ۲: تعهد سلطنتی (۲۰۰۴)
- بزرگ کردن هلن (۲۰۰۴)
- بابا نوئل ۳ (۲۰۰۶)
- اتفاق (فیلم ۲۰۰۸) ()
- هارولد (فیلم) (۲۰۰۸)
- استخوان‌ها (مجموعه تلویزیونی) (۲۰۰۹)